# Mare Nostrum (película de 1948)
Mare Nostrum es una película de 1948 coproducida entre España e Italia dirigida por Rafael Gil y protagonizada por María Félix, Fernando Rey y Guillermo Marín. El título es el nombre en latín para el Mar mediterráneo. Un marinero español se mezcla con un grupo de espías alemanes en tiempos de la Segunda Guerra Mundial.
Es una adaptación de la novela homónima de Vicente Blasco Ibáñez, que ya había sido llevada al cine en una película muda de 1926.

## Sinopsis
Nápoles, 1939: Espías alemanes usan a la bella Freya (María Félix) como cebo para seducir al capitán español Ulises Ferragut y hacer que su barco colabore colocando minas magnéticas alrededor de los puertos británicos del Mediterráneo, prometiéndole que no afectarán a los barcos neutrales, pero el barco donde viaja su hijo, Esteban, es hundido cuando pasa por Malta.
A partir de ese instante Ulises pondrá su barco al servicio de los aliados. Cuando las tornas de la guerra cambian y las tropas aliadas desembarcan en Italia Ulises les acompaña y reconoce al jefe de los espías nazis, haciendo que le detengan.
Los alemanes le consideran un traidor y ordenan que sea asesinado, Freya se arrepiente e intenta avisarle, pero Ulises no puede perdonarla. Finalmente Freya es detenida, juzgada, encontrada culpable de espionaje y ejecutada.

## Reparto
- María Félix es Freyra
- Fernando Rey es Ulises / Capitán Ferragut
- Guillermo Marín es Von Kramer / Conde Gavelin
- José Nieto es Kurt
- Juan Espantaleón es Tío Caragón
- Porfiria Sanchiz es Doctora Fedelman
- Eduardo Fajardo es Capitán
- Ángel de Andrés es Toni
- Rafael Romero Marchent es Esteban
- Nerio Bernardi es Enrico De Paoli
- Osvaldo Genazzani es John
- Arturo Marín es Jefe tribunal militar
- Félix Fernández es recepcionista de hotel
- José Franco es Maitre
- José Prada es miembro del tribunal
- Manuel Aguilera es Telegrafista
- Santiago Rivero es Capitán
- Antonio Vilar
- Teresa Arcos
- Francisco Bernal

## Contexto histórico
La novela original y la película muda de 1926 estaban ambientadas en la Primera Guerra Mundial, pero en esta versión se cambia a la Segunda Guerra Mundial.
La película es una metáfora política en la que Ulises es una personificación de la España franquista, primero seducido por las potencias del eje, personificadas en Freya (en la película se dice que es medio italiana medio alemana) y luego inclinada hacia los aliados.
Se inscribe dentro de la política de apertura, siendo destacable que el año de su estreno, 1948, también se abrió la frontera con Francia.

## Premios
4.ª edición de las Medallas del Círculo de Escritores Cinematográficos
| Categoría             | Nominados    | Resultado |
| --------------------- | ------------ | --------- |
| Mejor director        | Rafael Gil   | Ganador   |
| Mejor actor principal | Fernando Rey | Ganador   |